# Паул фон Русдорф
Паул фон Русдорф (на немски: Paul von Rusdorf) е двадесет и деветият Велик магистър на рицарите от Тевтонския орден.